# La Marseillaise (higo)
 La Marseillaise  o también conocido como  Couille du Pape  es un cultivar de higuera Ficus carica de higos color amarillo dorado. Se cultiva principalmente en la Provenza francesa.

## Sinonimia
- „Couille du Pape“,
- „Athènes“,
- „Blanquette“,
- „Bouton de Guêtre“,
- „Figue d'Athènes“,
- „Grise de Marseille“,
- „Lipari“,[4]

## Historia
Se dice que su nombre de « „Couille du Pape“ » ( Bola del Papa) proviene de la época en que los papas católicos se alojaban en Aviñón y cuya virilidad fue verificada durante su elección, debido a la leyenda de la Papisa Juana.
Esta es una variedad a la que se hizo referencia en el 1600, que contradice la leyenda creada en torno a los Papas de Aviñón. 

## Características
Los higos  La Marseillaise  tienen forma de pera alargada, de color amarillo pálido a dorado acanalado. Son densos, firmes y flexibles.
El receptáculo es delgado, de color amarillo pálido, la pulpa es carnosa, color rojo a rosado  con muchas semillas finas y beige.
La olor es elegante, ligeramente intenso con notas vegetales y afrutadas de sandía, melón blanco, fresa y otras frutas rojas.
Una de sus características es que su piel se agrieta fácilmente, pero con su carne firme y derretida, muy dulce y fragante, sus cualidades gustativas son incomparables.
Al paladar está lleno de un equilibrio dulce y ácido, crujiente y fundente.
Los higos con un diámetro generalmente mayor o igual a 40 milímetros se cosechan del 15 de agosto al 15 de noviembre.

## Cultivo
Produce una vez al año un pequeño higo verde que se vuelve amarillo cuando alcanza la madurez.